# Список типов парусных яхт

## Национальные классы
- Луч
- Ракета 270
- М
- эМ-Ка
- Л-6
- Open800
- MX700

## Швертботы
- Кадет
- Оптимист (класс яхт)
- Снайп
- Микро[1]

## Скоростные швертботы
- 29-й
- 49-й, 49FX

## Килевые яхты
- Аршамбо 30
- Картер-30
- Контесса-32
- Конрад-25
- Конрад-28
- Конрад-45
- Open800
- J/70
- MX700

## Катамараны
- Накра 17
- Торнадо

## См.также
- Перечень признанных классов яхт России